# Jim Elder
Robert James "Jim" Elder (Toronto, 27 de julho de 1934) é um ginete canadiano, especialista em saltos, campeão olímpico. 

## Carreira
Jim Elder representou seu país nos Jogos Olímpicos de Verão de 1956 a 1976 e 1984, na qual conquistou a medalha de ouro nos saltos por equipes em 1968 e bronze no CCE em 1956.